# ماسامی شیموجو
ماسامی شیموجو (انگلیسی: Masami Shimojō؛ ۲۶ اوت ۱۹۱۵ – ۲۵ ژوئیهٔ ۲۰۰۴) هنرپیشه سینما و تئاتر ژاپنی بود. وی در بیشتر از صد فیلم حضور یافت. از فیلم‌های او می‌توان به قلب و گرگ اشاره نمود.
او همچنین در فیلم‌ها و درام‌های تلویزیونی شرکت داشت و به‌خاطر بازی در نقش «اوی‌چان» («ریوزو کوروما)»، نسل سوم مجموعه اوتوکو وا تسورای یو (از سال ۱۹۷۴) به‌طور گسترده‌ای شناخته می‌شود. علاوه بر این، در مقایسه با نسل اول و دوم یا هنرپیشه‌های قبلی که این نقش را ایفا کردند، او به شخصیت جدی‌تری تبدیل شد.
او که امیدوار بود کارگردان شود، در سال ۱۹۳۵ به توکیو سفر کرد اما در نهایت به یک گروه تئاتر پیوست و روی صحنه در ۱۹۳۶ کارش را آغاز کرد. آغاز کار او در سینما در سال ۱۹۴۰ بود اما تا مدت‌ها بعد از جنگ جهانی دوم به کارش در تئاتر ادامه داد؛ بیشتر به‌عنوان عضوی از گکیدان مینگی.